# Ауен
АУЕН (на уелски: Awen, [auen]) е уелска дума за „поетично вдъхновение“
В историческите извори се използва за описание на божественото вдъхновение, което са имали бардовете в уелската поетична традиция.

## Етимология
За първи път думата „ауен“ се среща в Historia Brittonum (История на Британия) от Нениус, латинскитекст създаден около 796 г., базиран на писанията на уелския монах Гилдас.
Думата е с Индоевропейскикорен и произлиза от *-uel, което означава „повявам“, и има общ корен с друга уелска дума „awel“, която означава „бриз“.
Съществува и дума „awen“ в ирландскияезик, която също означава „поетично вдъхновение“ и която произлиза от същия корен.
Според неодруидизма думата има смисъл на „... огъня, с който боговете даряват хората и който ги кара да творят...“

## История
В легендите на всички келтскинароди и по-специално в земите на днешните Уелс, Ирландия и Шотландия, думата „ауен“ е често срещана и освен с прякото и значение на „вдъхновение“, се свързва още и със символа ауен.

## Съвремие
В съвремието Ауен се използва за женско собствено име.
Символът, както и думата, се изплозват най-често от т.нар. неодруиди.